# Oljedirektoratet
Oljedirektoratet (OD) er et norsk statsligt forvaltningsorgan med hovedkontor i Stavanger og et kontor i Harstad. Direktoratet har lidt over 200 medarbejdere, og det en er myndighed, der kan regulere olieindustrien i landet sådan at olieressourcerne forvaltes bedst muligt med minimale miljømæssige konsekvenser. Oljedirektoratet er underlagt Olje- og energidepartementet. Sammen fastsætter de rammevilkår, og regulerer udbredelsen af virksomheden i samsvar med Stortingets vedtagelser og love. Et vigtig redskab er forvaltning af data- og information om ressourcer, aktivitet og overenskomster.
Direktoratet blev oprettet i 1972 samtidig med Statoil. Fredrik Hagemann var direktør fra opstarten frem til 1997. Direktoratet havde tidligere en kombineret rolle som tilrettelægger for ressourceforvaltningen og kontrollør i forbindelse med arbejdsmiljø og sikkerhed på norsk kontinentalsokkel. Fra 2004 blev arbejdsmiljø og sikkerhedfunktionerne udskilt og det nye Petroleumstilsynet (Ptil) oprettet.
Gunnar Berge sad i stillingen som oljedirektør fra 1997 til 2007.
Bente Nyland blev konstitueret som oljedirektør fra 26. juni 2007 og udnævnt for en tidsbegrænset periode på 6 år i statsråd 21. december 2007.
I januar 2009 fik Oljedirektoratet SSØ-prisen for 2009 fra Senter for statlig økonomistyring for sin dristighed i valg af organisationsform. Fra 1998-2009 udviklede man en flad organisationsform som er teambaseret og fleksibel – i modsætning til det traditionelle hierarki.